# Underground (film 1928)
Underground è un film muto del 1928 diretto dal regista britannico Anthony Asquith.
Dopo Shooting Stars, girato l'anno precedente insieme a A.V. Bramble, è il primo film diretto dal solo Asquith e il secondo dei suoi quattro film muti.

## Trama
Il film racconta una storia d'amore ambientata nella metropolitana di Londra degli anni venti. Due uomini, il dolce facchino Bill e lo sfacciato elettricista Bert, si innamorano della giovane commessa Nell lo stesso giorno, alla stessa stazione della metropolitana. La donna sceglie Bill, ma Bert non accetta il rifiuto e convince la sua amante Kate a fingere di essere stata aggredita da Bill. Nell sa che non può essere vero e affronta la donna che confessa la macchinazione. Accecato dalla rabbia, Bert uccide Kate e si nasconde nei meandri della metropolitana ma viene trovato e tratto in arresto.

## Distribuzione
Il film venne distribuito nelle sale britanniche nel luglio 1928. In anni recenti è stato proiettato al London Film Festival il 23 ottobre 2009 e al San Francisco Silent Film Festival il 31 maggio 2014.

### Date di uscita
- Regno Unito (Underground) - luglio 1928
- Germania (Der Schrei aus dem Tunnel) - 1929
- Francia (Un cri dans le métro) - 22 marzo 1929
- Portogallo (Um Grito no Metropolitano) - 31 marzo 1930

## Critica
Underground venne apprezzato dalla critica alla sua uscita, soprattutto per la recitazione, l'ambientazione e le riprese che suggerivano l'influenza del cinema tedesco di quel periodo.
Un'altra analogia spesso evidenziata è quella con i primi film di Alfred Hitchcock. Nathaniel Thompson ha scritto sul sito Mondo Digital: «Asquith offre un'istantanea avvincente di una città in transizione... Le idee visive sono suddivise con parsimonia ma con grande efficacia, tra cui una brillante scena nella metropolitana con uno specchio in frantumi e un eccitante climax notturno sulla cima della centrale elettrica che rivaleggia con quello che Hitchcock stava girando in quel periodo».

## Restauro
Il film è stato restaurato grazie al British Film Institute nel 2009, in occasione del London Film Festival. Nel 2011 il compositore Neil Brand ha scritto una nuova musica di accompagnamento per il film, eseguita la prima volta dalla BBC Symphony Orchestra al Barbican Centre di Londra.